# Villers-Campeau
Villers-Campeau  était une commune française née de la fusion de Villers-au-Bois et de Campeau. Elle est absorbée le 12 avril 1947 par Somain.

## Histoire
L'église de Campeau est détruite lors de la révolution de 1789, elle était entourée de son cimetière, et n'a pas été reconstruite. Campeau et Villers-au-Bois sont réunies dans les années 1790. Le site de l'église est désormais traversé par la gare de triage de Somain, et cette église était sise chemin des Morts, devenue rue du Chevalier-de-la-Barre.

Cadastre napoléonien de 1859
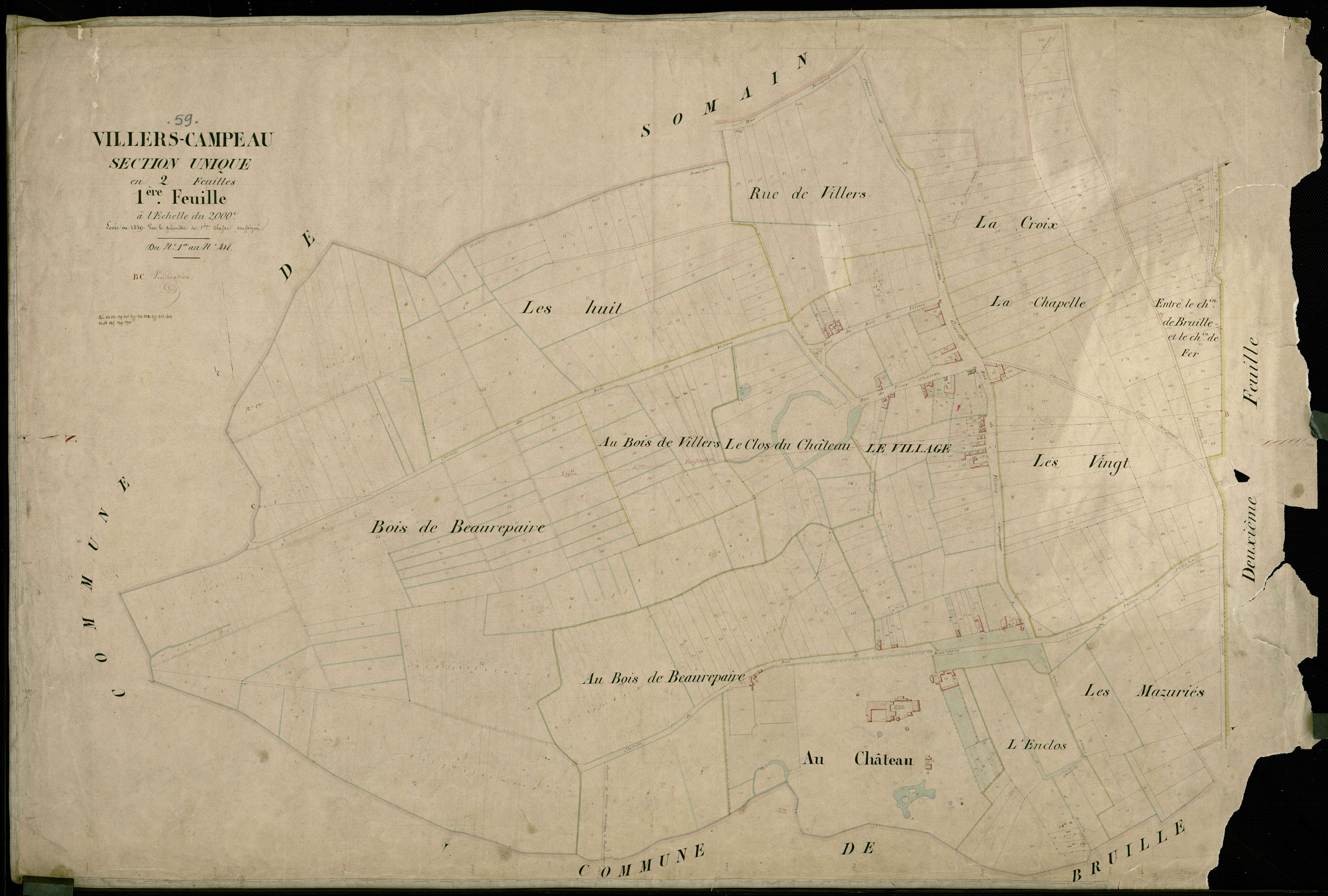
partie septentrionale.
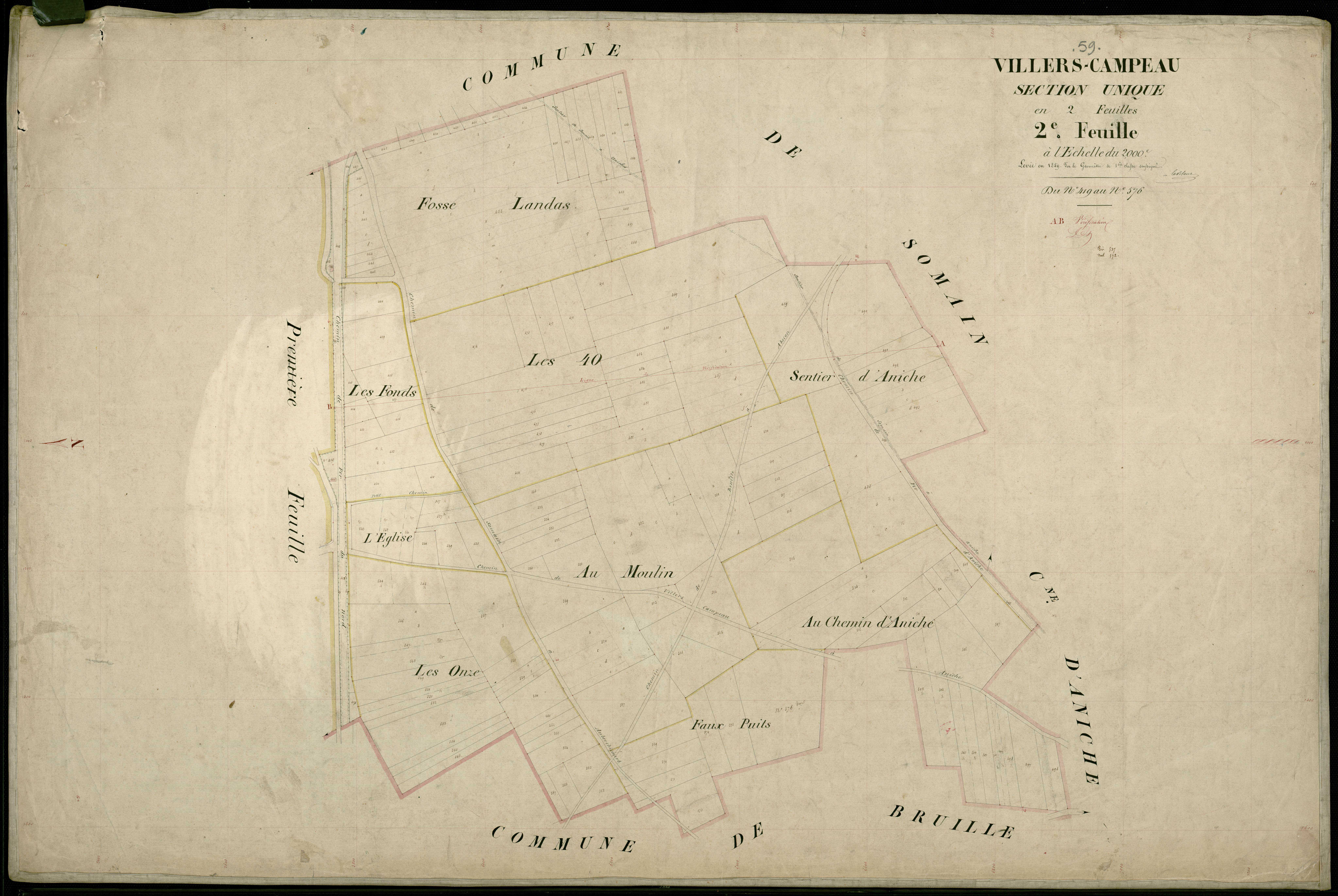
partie australe.

La rue de la Paix, densément lotie, est créée en 1932, elle relie la rue de Bruille, actuelle rue Pierre-Sémard, avec la grand'place de Villers, actuelle place Jules-Guesdes.
Accolée à la mairie se trouve la chapelle Notre-Dame-de-Consolation, elle est surnommée la chapelle Saint-Braïou et contient une statue de Saint-Christophe datée du XIVe siècle.
Le 12 avril 1947, la commune de Villers-Campeau est rattachée à celle de Somain sous le régime de la fusion simple,. Des pourparlers d'annexion ont commencé en 1938 mais ont été interrompus par la guerre.

## Politique et administration

### Liste des maires
L'ancien maire Pierre Antoine Mercier, ex-employé aux chemins de fer du Nord, membre de la SFIO puis du Parti communiste français dont il a été exclu en 1929 a donné son nom à une rue reliant alors le centre de Villers-Campeau à De Sessevalle. Il a été conseiller général du canton de Marchiennes de 1919 à sa mort fin 1931.
Durant la Seconde Guerre mondiale, la commune est dirigée par une délégation spéciale. Charles Debeaussart est ensuite devenu conseiller municipal de Somain.
Le dernier maire de Villers-Campeau est M. Roger.
| Identité                                                                 | Période          | Période                                    | Durée           | Étiquette                                                                | Fonction                                |
| Identité                                                                 | Début            | Fin                                        | Durée           | Étiquette                                                                | Fonction                                |
| ------------------------------------------------------------------------ | ---------------- | ------------------------------------------ | --------------- | ------------------------------------------------------------------------ | --------------------------------------- |
| Pierre Besse (d)                                                         | années 1790      | mars 1808                                  |                 |                                                                          |                                         |
| François Henry Remÿ de Campeau (d) (21 mai 1750 - 1er mai 1811)          | mars 1808        | 1er mai 1811 (mort en cours de mandat)     | 3 ans et 2 mois |                                                                          |                                         |
| Pierre Michel Remÿ de Campeau (d) (25 septembre 1780 - 2 septembre 1854) | 1811             | 2 septembre 1854 (mort en cours de mandat) | 43 ans          |                                                                          |                                         |
| Alfred Remÿ de Campeau (d) (13 avril 1808 - 12 août 1865)                | septembre 1854   |                                            |                 |                                                                          |                                         |
| Désiré Chevaillier (d) (mort en novembre 1929)                           | années 1890      | années 1910                                |                 |                                                                          |                                         |
| Louis Lambrecht (d)                                                      | 10 décembre 1919 | 1921                                       | 2 ans           |                                                                          |                                         |
| Pierre Antoine Mercier (d) (4 septembre 1873 - 29 octobre 1931)          | 1921             | 29 octobre 1931 (mort en cours de mandat)  | 10 ans          | Section française de l'Internationale ouvrière Parti communiste français |                                         |
| Anselme Lesage (d) (1er juillet 1881 - 10 juin 1945)                     | 1932             | 1939 (révocation (en)                      | 7 ans           | Parti communiste français                                                |                                         |
| Charles Protais (d), (1881 - 1960)                                       | 10 octobre 1939  | juin 1941                                  | 1 an et 8 mois  |                                                                          | Président de la délégation spéciale (d) |
| M. Miens (d)                                                             | 16 juin 1941     | février 1944                               | 2 ans et 8 mois |                                                                          | Président de la délégation spéciale (d) |
| Charles Debeaussart (d), (1884 - 1967)                                   | 29 février 1944  | juillet 1944                               | 5 mois          |                                                                          | Président de la délégation spéciale (d) |
| Lucien Dordain (d)                                                       | 17 juillet 1944  | années 1940                                |                 |                                                                          | Président de la délégation spéciale (d) |

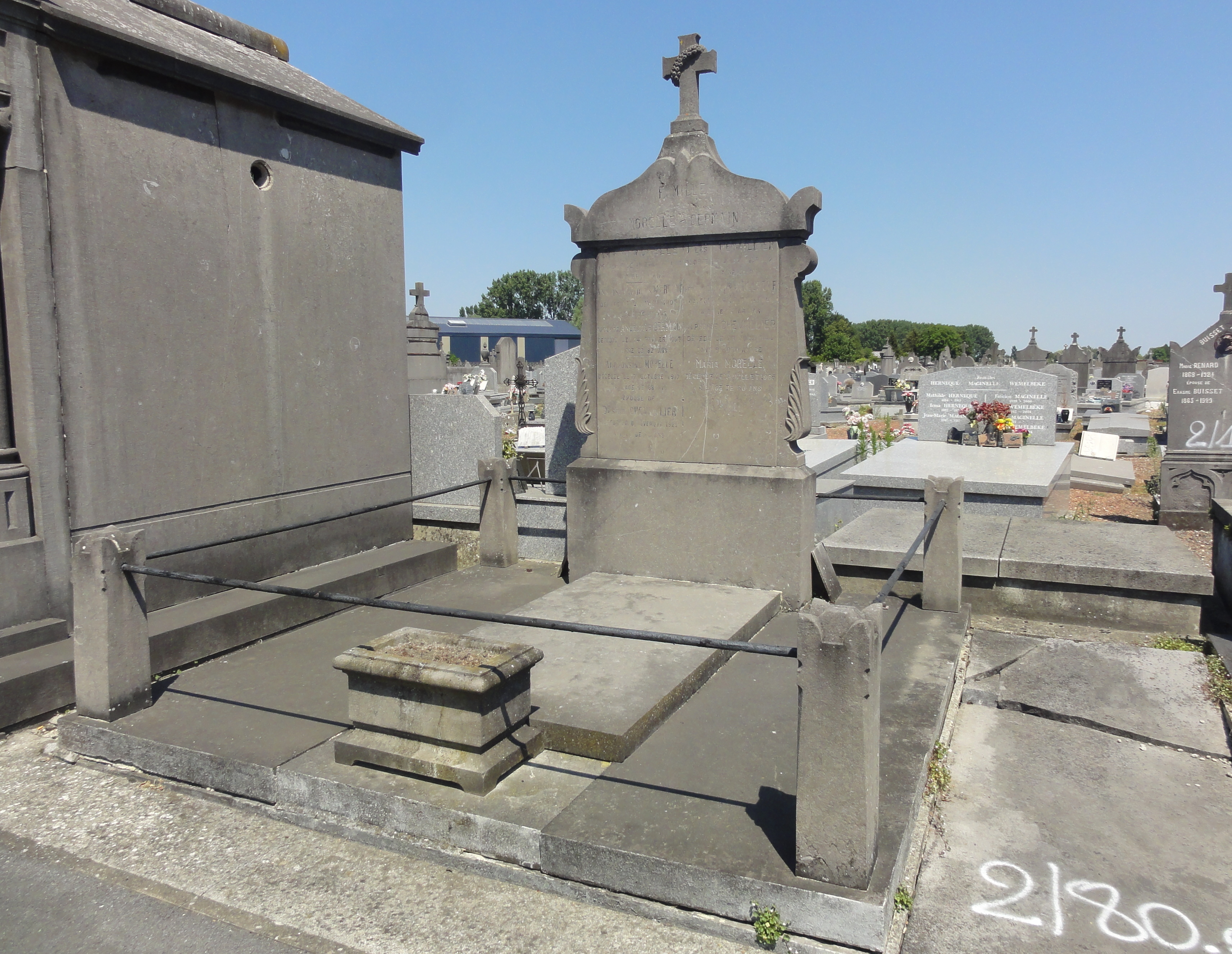
Tombe de Désiré Chevaillier au cimetière de Somain.
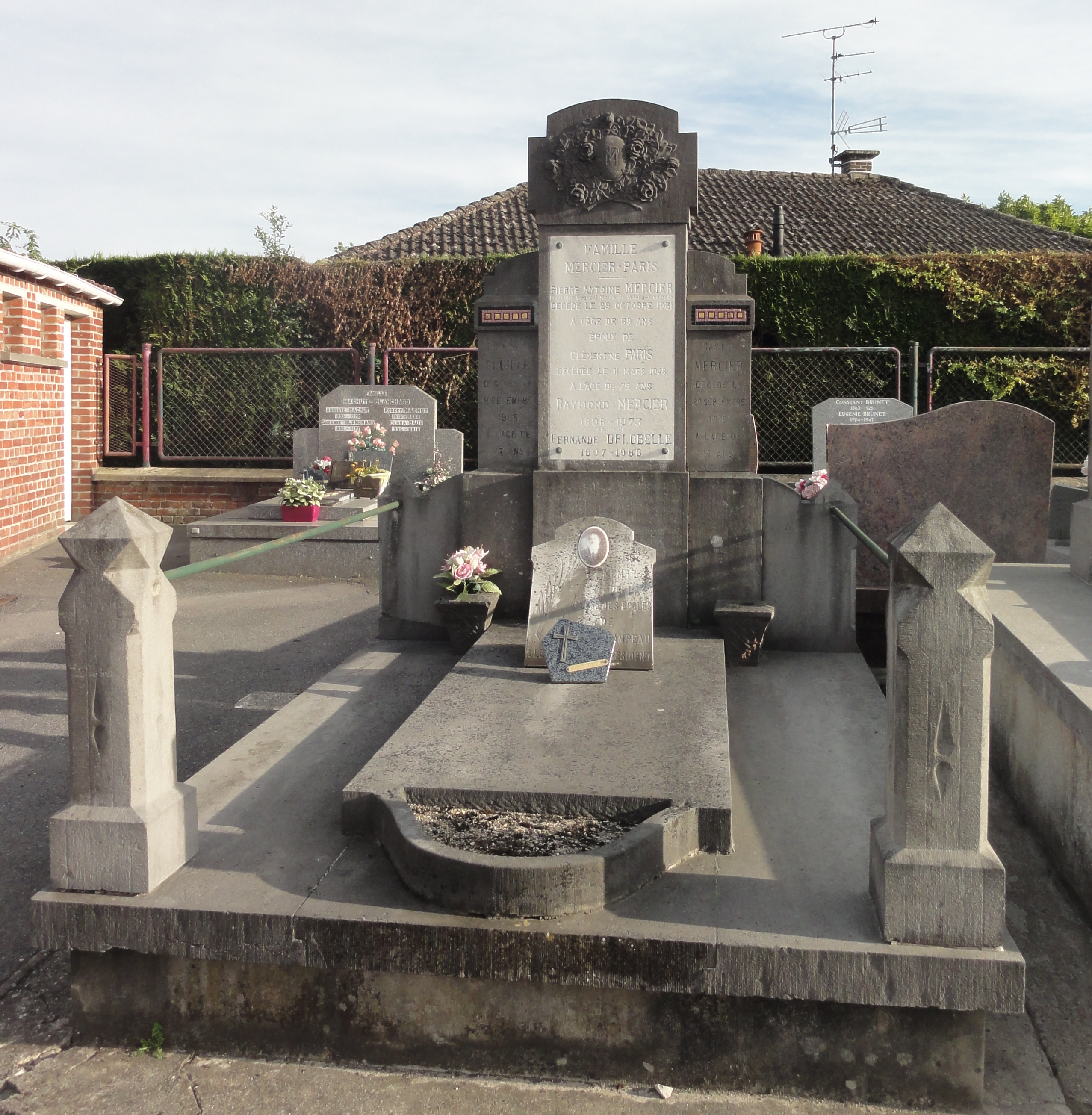
Tombe de Pierre Antoine Mercier au cimetière de Villers-Campeau.
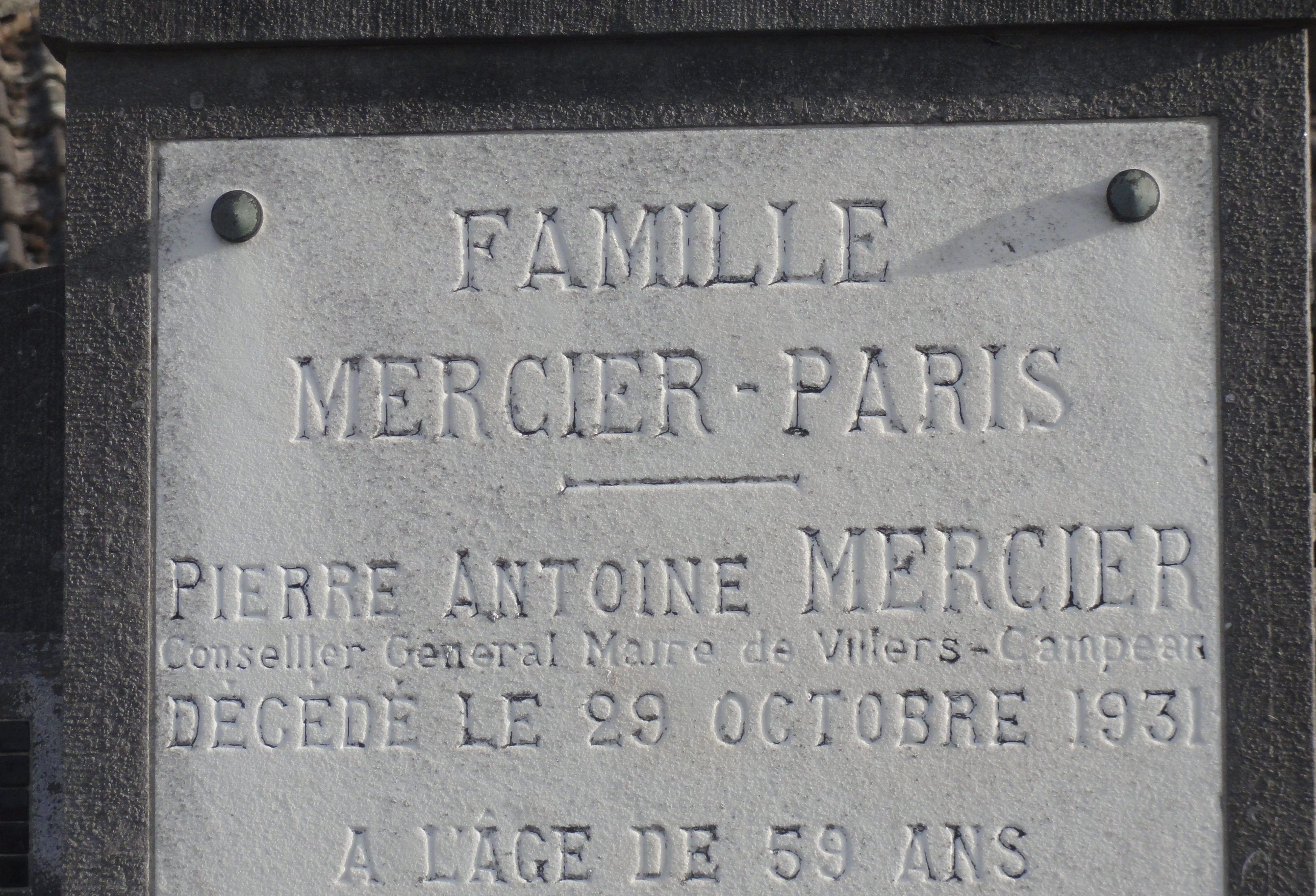
Détail de la tombe.
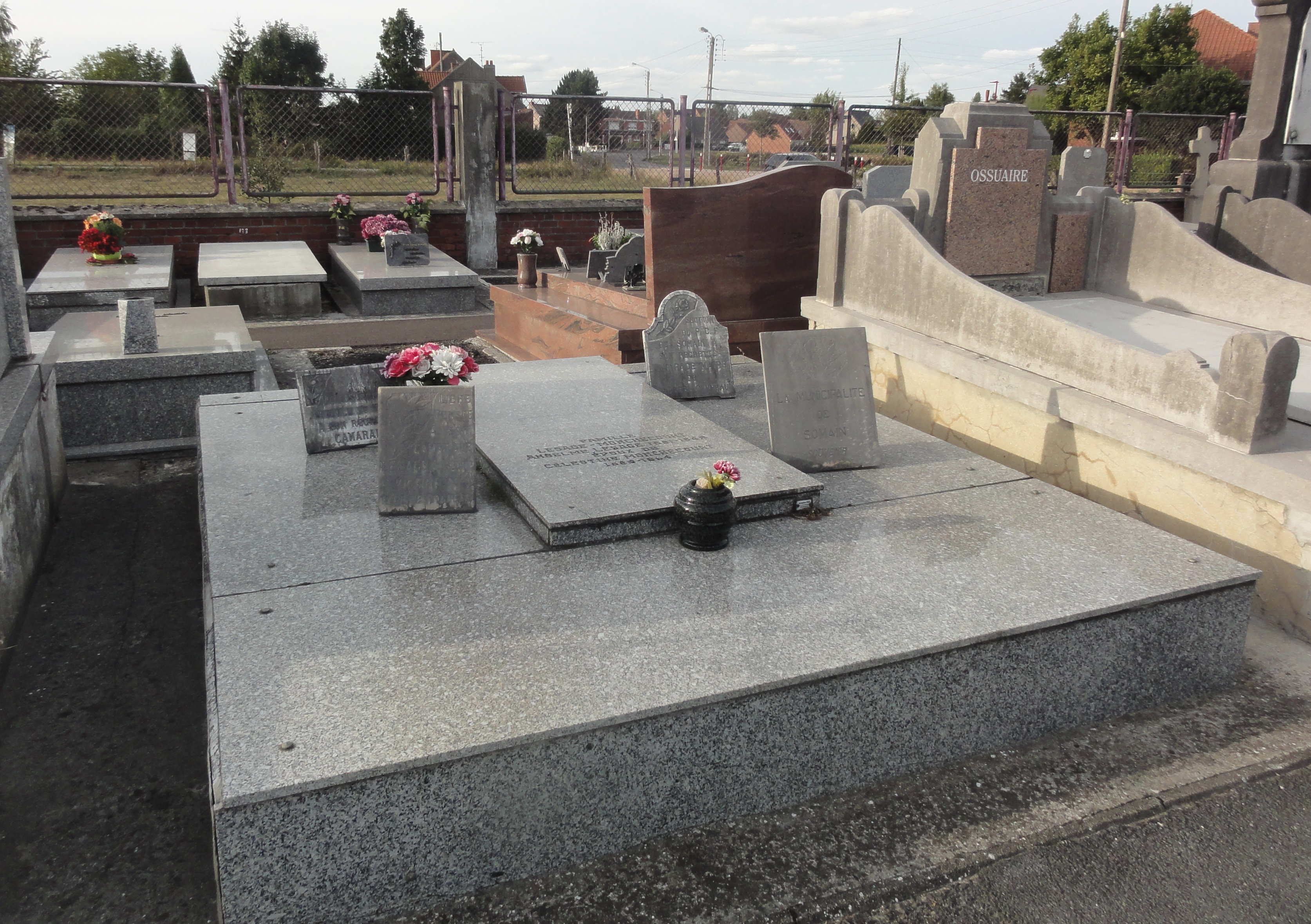
Tombe d'Anselme Lesage au cimetière de Villers-Campeau.

## Démographie
En 1793, Campeau compte trente habitants, tandis que Villers-au-Bois en compte quatre-vingt-trois. La fusion intervient dans le cours de la décennie.
| 1793 | 1800 | 1806 | 1821 | 1831 | 1836 | 1841 | 1846 | 1851 |
| ---- | ---- | ---- | ---- | ---- | ---- | ---- | ---- | ---- |
| 30   | 154  | 135  | 164  | 158  | 170  | 143  | 174  | 158  |

| 1856 | 1861 | 1866 | 1872 | 1876 | 1881 | 1886 | 1891 | 1896 |
| ---- | ---- | ---- | ---- | ---- | ---- | ---- | ---- | ---- |
| 163  | 169  | 162  | 188  | 213  | 209  | 233  | 305  | 361  |

| 1901 | 1906 | 1911 | 1921 | 1926 | 1931 | 1936  | 1946  | - |
| ---- | ---- | ---- | ---- | ---- | ---- | ----- | ----- | - |
| 402  | 505  | 563  | 713  | 779  | 936  | 1 206 | 1 187 | - |

## Héraldique
Le blason est identique à celui des communes de Boussois et Noyelles-sur-Escaut.
| armes de Villers-Campeau | Les armes de Villers-Campeau se blasonnaient ainsi : Burelé d'argent et d'azur de douze pièces. |

## Lieux et monuments
- Le château de Villers-Campeau.
- Le cimetière de Villers-Campeau.
- L'ancienne gare de Saint-Braïou.
- La chapelle Notre-Dame-de-Consolation.